# Stéphanie Vuichard
Stéphanie Vuichard (* 26. Oktober 1989 in Zug) ist eine Schweizer Politikerin (ALG/Grüne).

## Leben
Stéphanie Vuichard wuchs in Zug auf. Sie studierte Umweltwissenschaften an der ZHAW in Wädenswil und der Universität Zürich und ist im Ökobüro AquaPlus im Bereich kommunaler Naturschutz und Naturförderung sowie als Rangerin im Natur- und Tierpark Goldau tätig. Stéphanie Vuichard lebt in Zug.

## Politik
Stéphanie Vuichard wurde bei den Wahlen 2018 für die Junge Alternative Zug in den Kantonsrat des Kantons Zug gewählt. Sie ist seit 2018 Mitglied der Kommission Tiefbau und Gewässer.
Stéphanie Vuichard ist Delegierte von Pro Natura Zug und Vorstandsmitglied der Pfadi Kanton Zug.